# Schleuse Przegalina

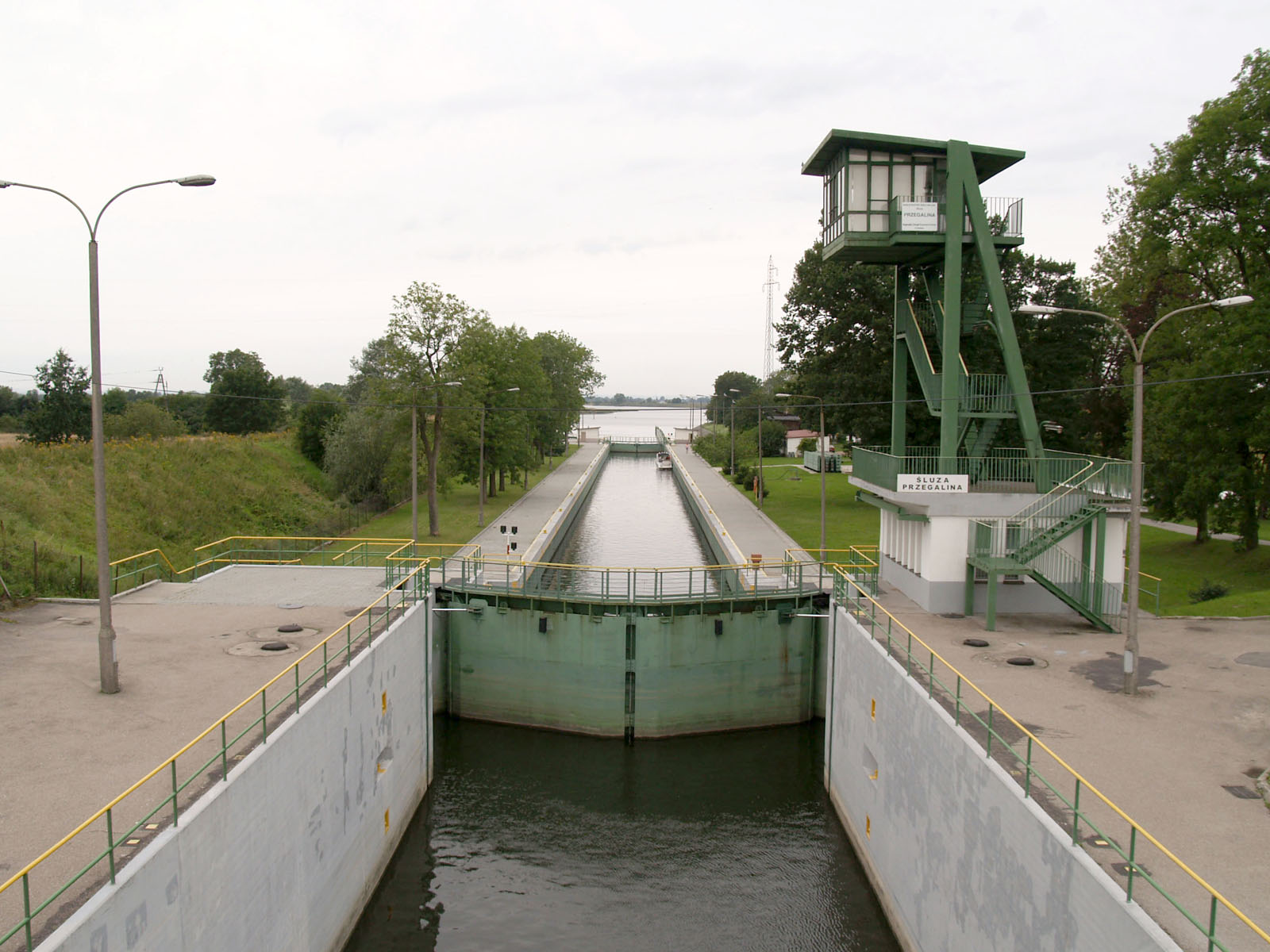
Schleuse Przegalina, vom Oberwasser aus gesehen, 2008

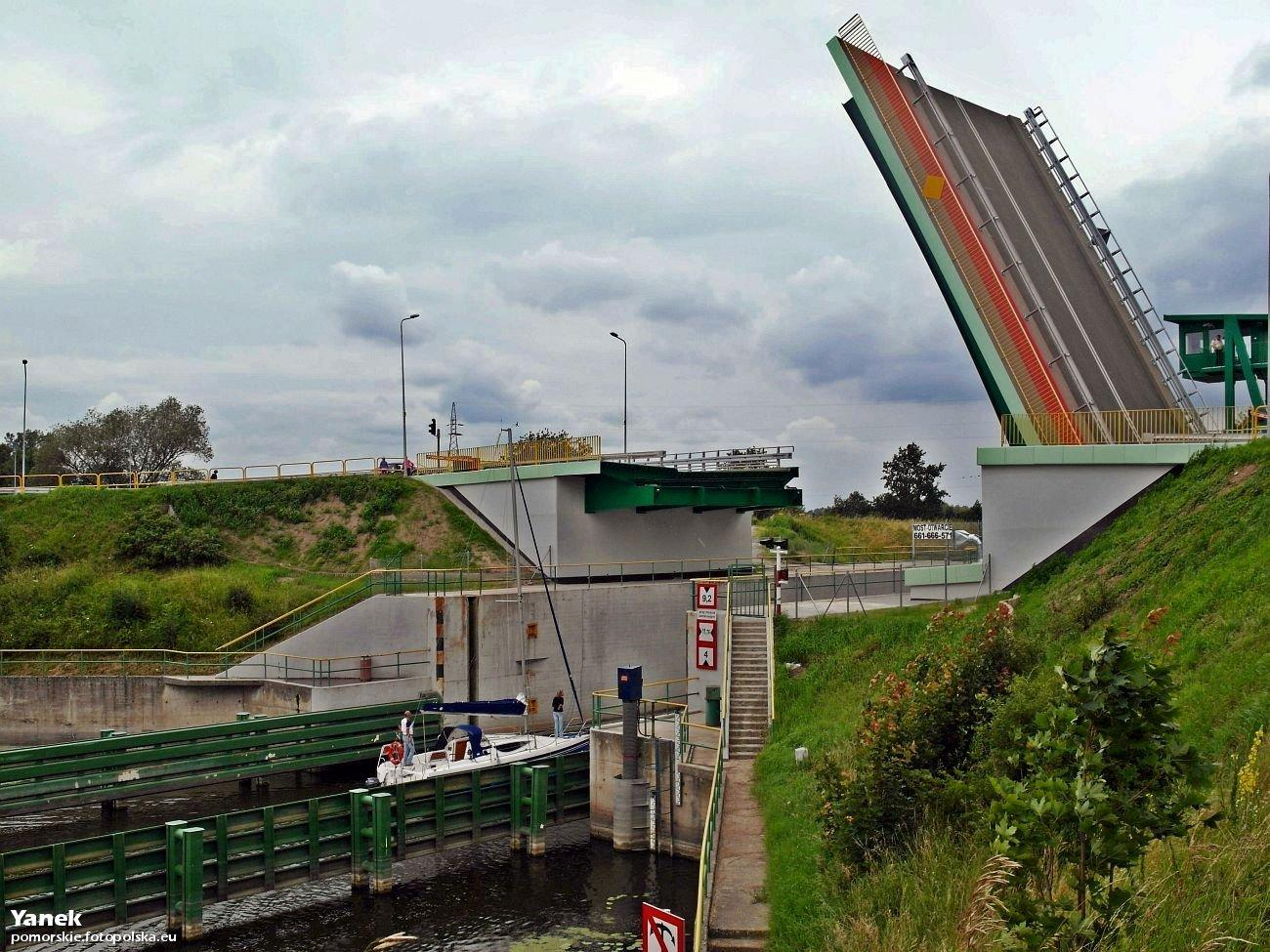
Klappbrücke und östliche Einfahrt

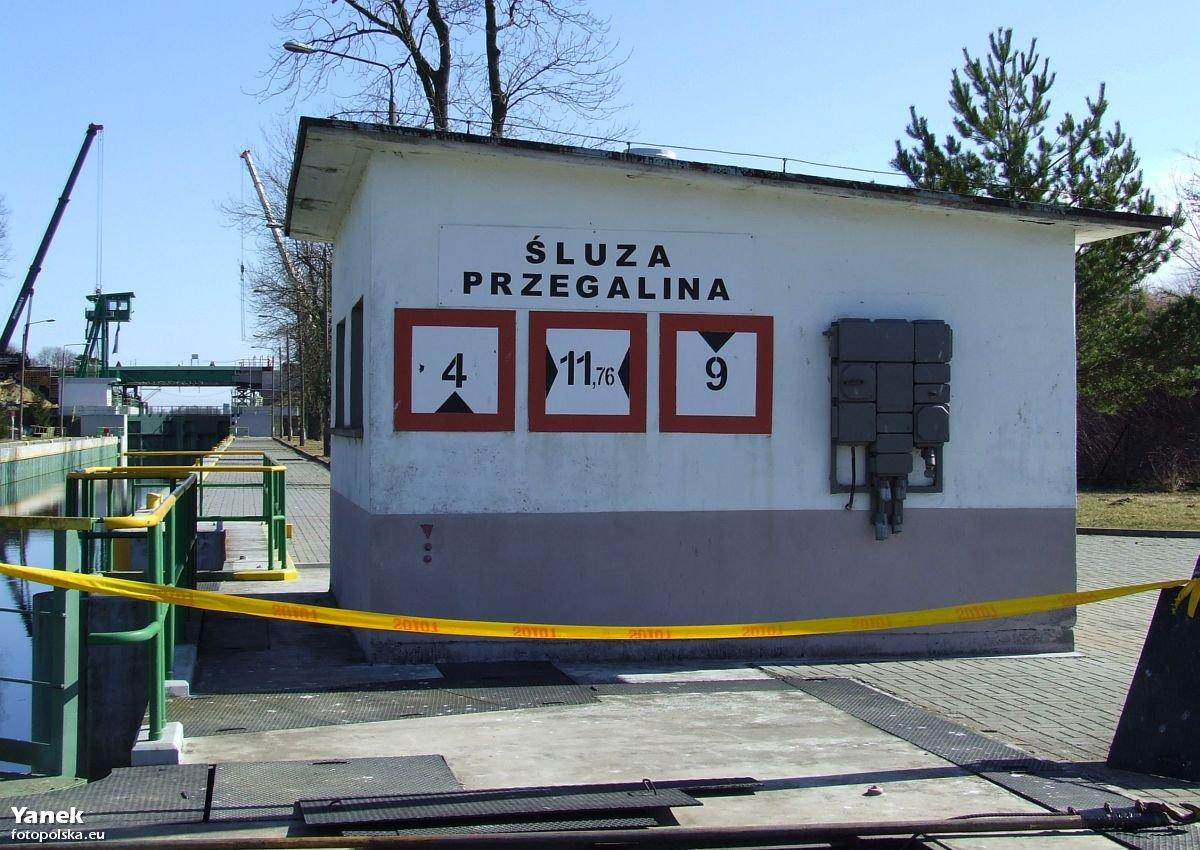
Maschinenhaus, 2012

Die Schleuse Przegalina (polnisch Śluza Przegalina) ist eine Schleuse in Przegalina (deutsch Einlage) auf dem Gebiet der Stadt Danzig in der Woiwodschaft Pommern in Polen. Sie trennt die Tote Weichsel (Martwa Wisła) vom Weichseldurchstich und dient dem Hochwasserschutz der Stadt Danzig sowie des Żuławy Wiślane (Werdergebiet des Weichsel-Nogat-Delta). Im Süden liegt die Marina Błotnik am „Ende“ der Toten Weichsel. Die Marina hat eine Kapazität von 120 Booten und liegt zu etwa zwei Fünfteln auf Danziger Gebiet. 
Die Schleuse liegt im Norden des Żuławy Wiślane etwa 20 Kilometer östlich der Stadtmitte Danzigs auf der Südostspitze der Wyspa Sobieszewska (Bohnsacker Insel bzw. Neue Binnennehrung). Die Schleusenkammer hat eine Länge von 188,3 Meter und eine Breite von 11,9 Meter. Insgesamt ist die Schleuse 214,8 Meter lang. Ihre Tore sind zweiflügelig und aus Stahl. Sie kann Flusskreuzfahrtschiffe bis zu einer Breite von 11,76 Metern und einem Tiefgang bis zu vier Metern aufnehmen. Ab einer Höhe von etwa neun Metern muss die Klappbrücke geöffnet werden.
Das Bauwerk wurde von 1975 bis 1982 auf dem Gebiet einer ehemaligen Schleuse für Flöße errichtet. Von März 2011 bis Dezember 2021 wurde die Anlage Renovierungen unterzogen. Die kleinere „Nordschleuse“ von 1895 wurde 1992 dauerhaft geschlossen – die Verbindung zum Weichseldurchstich wurde zugeschüttet – und dient seitdem als Einsatzhafen für neun Eisbrecher (Stand 2021). Die Maßnahmen erfolgten im Rahmen eines mehrstufigen Projekts „Umfassender Hochwasserschutz des Żuławy [Wiślane]“, das von der Europäischen Union kofinanziert wurde.
Am 27. Mai 2012 wurde eine neue Klappbrücke über die Zufahrt zur Schleuse in Betrieb genommen. Sie ist für LKW-Verkehr ausgelegt. Über die Brücke verläuft die Verbindungsstraße von der Woiwodschaftsstraße 501 bzw. Weichselfähre bei Świbno (Schiewenhorst) zur Schnellstraße S7.